# Nastri d'argento 1975
Els Nastri d'argento 1975 foren la 30a edició de l'entrega dels premis Nastro d'Argento (Cinta de plata) que va tenir lloc el 1975.

## Guanyadors

### Millor director
- Luchino Visconti - Gruppo di famiglia in un interno
- Ettore Scola - C'eravamo tanto amati
- Liliana Cavani - Il portiere di notte

### Millor director novell
- Luigi Di Gianni - Il tempo dell'inizio
- Paolo Nuzzi - Il piatto piange
- Luca Ronconi - Orlando furioso

### Millor productor
- Rusconi Film - Gruppo di famiglia in un interno
- Alberto Grimaldi - pel conjunt de la producció
- Rizzoli Film - pel conjunt de la producció

### Millor argument original
- Franco Brusati - Pane e cioccolata
- Paolo e Vittorio Taviani - Allonsanfàn
- Enrico Medioli - Gruppo di famiglia in un interno

### Millor guió
- Agenore Incrocci, Furio Scarpelli i Ettore Scola - C'eravamo tanto amati
- Liliana Cavani i Italo Moscati - Il portiere di notte
- Ruggero Maccari i Dino Risi - Perfum de dona
- Suso Cecchi D'Amico, Enrico Medioli i Luchino Visconti - Gruppo di famiglia in un interno

### Millor actor protagonista
- Vittorio Gassman - Perfum de dona
- Ugo Tognazzi - Romanzo popolare
- Stefano Satta Flores - C'eravamo tanto amati

### Millor actriu protagonista
- Lisa Gastoni - Amore amaro
- Silvana Mangano - Gruppo di famiglia in un interno
- Lea Massari - Allonsanfàn

### Millor actriu no protagonista
- Giovanna Ralli - C'eravamo tanto amati
- Laura Betti - Fatti di gente perbene
- Rina Morelli - Fatti di gente perbene

### Millor actor no protagonista
- Aldo Fabrizi - C'eravamo tanto amati
- Corrado Pani - Fatti di gente perbene
- Michele Placido - Romanzo popolare

### Millor actor debutant
- Renato Pozzetto - Per amare Ofelia
- Al Cliver - Il Saprofita

### Millor actriu debutant
- Claudia Marsani - Gruppo di famiglia in un interno
- Loredana Savelli - La circostanza

### Millor banda sonora
- Giancarlo Chiaramello - Orlando furioso
- Franco Mannino - Gruppo di famiglia in un interno
- Armando Trovajoli - Perfum de dona

### Millor fotografia
- Pasqualino De Santis - Gruppo di famiglia in un interno
- Ennio Guarnieri - Fatti di gente perbene
- Giuseppe Ruzzolini - Il fiore delle mille e una notte

### Millor vestuari
- Gabriella Pescucci - Fatti di gente perbene
- Danilo Donati - Il fiore delle mille e una notte
- Pier Luigi Pizzi - Orlando furioso

### Millor escenografia
- Mario Garbuglia - Gruppo di famiglia in un interno
- Guido Josia - Fatti di gente perbene
- Pier Luigi Pizzi - Orlando furioso

### Millor pel·lícula estrangera
- Luis Buñuel - El fantasma de la llibertat (Le Fantôme de la liberté)
- George Lucas - American Graffiti
- Peter Bogdanovich – Lluna de paper (Paper Moon)

### Millor curtmetratge
- Bruno Bozzetto - Self Service

### Millor productor de curtmetratge
- Istituto Luce - pel conjunt de la producció